# Gariljanska bitka (915)
Gariljanska bitka 915 se je odvijala od junija do avgusta 915 med Papeško državo ter zavezniško krščansko-križarsko vojsko in muslimanskimi Saraceni in je zadnji od večjih spopadov med kristjani in Saraceni na tlu Italije v zgodnjem srednjem veku. Muslimani so bili dokončno izrinjeni iz Italije. Papež Janez X. je osebno vodil krščanske sile v bitko. Namen je bil razdejanje arabske trdnjave na reki Garigliano , ki je ogrožala južno in srednjo Italijo ter celo rimsko okolico skozi 30 let.

## Ozadje

### Muslimanskopustošenje
Po celi vrsti uničevalnih napadov proti glavnim mestom Lacija v drugi polovici 9. stoletja so Saraceni ustanovili naselje blizu starega rimskega mesta Minturnae, blizu ustja reke Garigliano. Tukaj so se povezali z bližnjimi krščanskimi knezi, zlasti z gaetskimi vojvodi in izkoriščali njihovo neslogo, ki so jo še podpihovali. 

Najnovejše raziskave so pokazale, da v srednjeveških zapiskih beseda Garilianus (danes Garigliano) ni nikoli povezana z besedo flumen (reka). Pravzaprav se pojavlja Garilianus kot krajevno ime neodvisno od reke in se zdi, da označuje naseljeno središče. Različne listine, ki so zbrane v Codex Diplomaticus Cajetanus spričujejo ime tega trga. Dozdeva se, da tukaj ni šlo za občasne napade muslimanskih tolp ali cilj slučajnih vpadov. Zdi se, da je bil celotni južni del Apeninskega polotoka pod spreminjajočim se stalnim vplivom s premakljivo mejo med muslimanskim in krščanskim svetom, kjer kristjani in muslimani niso bili vedno sovražniki, ampak pogosto sodelavci. V celotnem obdobju od 883 do Gariljanske bitke 915, so bili gospodarji Gaete njihovi ozki zavezniki. Prav ta povezava je pomagala mali Gaeti, ki je bila odvisna od pomorske trgovine, da je ojačala politično in se branila proti napadom, ki so prihajali od Capue in Neaplja.

Liutprandov letopis poroča, da so (muslimani) zgradili na Gariglianu resnično in lastno jedro islamskega trga, kjer so »čuvali žene z otroki, ujetnike in naropani plen«. Napravili so torej nova družinska jedra in so osnovali središče, najbrže s ključnimi stavbami islamskega mesta: molilnico, če ne kar pravo mošejo, harem in bayt al-mâl ali zakladnico, kamor so shranjevali plen in desetino, ki so jo pobirali od vernikov in davkov. Od vsega tega ni ostalo niti sledu, ali pa jih še nismo uspeli najti; to otežuje dejstvo, da so selišče po porazu Saraceni zažgali. 

Iz svojega tabora so se torej Saraceni širili po celi lepi in bogati okoliški deželi; po pričevanju očividca je bila zemlja tako surovo opustošena in razljudena, da jo je v kratkem času zaraslo trnovje in bodičevje. Strah, ki je prevzel ljudstvo, so letopisci narisali z najbolj živimi barvami, ki ocenjujejo saracensko naselitev v Gariglianu kot pravi bič Božji. Ni torej pretirana Liutprandova trditev: "Kolikor so že stiskali Lahe pokoli Ogrov in fraksinetskih Saracenov, jih ni prizadela huje nobena nadloga od Afrikancev v južni Italiji." 
Resnično: ko so samostan San Vincenzo sul Volturno, sedež cvetoče antične omike, Saraceni upepelili, so 4. septembra 883 razdejali tudi samostan na Monte Cassinu, kjer so opata Bertaria zaklali pred oltarjem sv. Martina. Iz Garigliana so se spustili na via Appia in vdrli v Papeško državo; tam so z bojem zasedli mnoga mesta;  če smemo verjeti Luitprandu, so polovico dežele papežu odvzeli Rimljani, drugo polovico pa Afričani.
Arabci so torej po svoji navadi ropali in morili: po uničenju opatije Monte Cassino so kak mesec pozneje napadli Fondi in Terracino; nato pa so prisilili Anagni k plačanju davka, a končno so oplenili še Veroli.

Kristjani so od napadalnih Saracenov veliko trpeli, saj so 898 napadli tudi opatijo Farfo, jo izropali in požgali do temeljev. Opatu Petru je uspelo, da je skupnost rešila na varno sebe, dragoceno knjižnico in arhive. 905 so Saraceni samostan ponovno napadli in razdejali.

### Vstaja zoperSaracene
Muslimanska pustošenja so kristjanom vlila strah v kosti. Da bi se osvobodili od tako velike hudine, so obstajali dokaj šibki napori med kristjani, katere je v odnosu do bojaželjnih Saracenov 
| Latinsko besedilo                              | Italijanski prevod                                | Slovenski prevod                                    |
| ---------------------------------------------- | ------------------------------------------------- | --------------------------------------------------- |
| amplior iis fugiendi quam pugnandi erat cupido | sentivano più voglia di fuggire che di combattere | obvladovala večja želja do bežanja kot do bojevanja |

Kljub temu je vredno omeniti dve podjetji, ki so ju poskusili zoper nje, čeprav nista bili odločilnega pomena. 
1. Prvo je spodbudil papež Štefan V.. Ko da bi zaslutil, da bo podelil cesarsko krono Gvidu Spoletskemu [13], ga je nagovoril, naj začne vojno s Saraceni. Gvido je prišel na polje ob Gariglianu; navalil je zoper barbare, jih obvladal in prestregel, nekatere tudi ubil; večji del se je pa »kot voda« razpršil in razbežal po gozdnatih skrivališčih bližnjih hribov.[14]
2. Precej pomembnejši pa je oborožen spopad v juniju 903. Atenolfo I., knez Beneventa in Capue, je v povezavi z amalfijskim ter neapeljskim vojvodom Gregorjem zbral velike sile in krenil proti Gariglianu. Tam je napravil na čolnih pontonski most čez reko na mestu, kjer je navadno pevažal splav, in se približal sovražnikom, ki so jim pomagali Gaetanci; nočni napad so obleganci odbili, a kristjani so se prestrojili in Saracene nagnali v beg do njihovih utrdb. To je pomagalo obupanim kristjanom, da so premagali malodušnost in začeli pripravljati odpor poti zavojevalcem.[15]
3. Liutprand pripoveduje tudi zgodbo o mladeniču, ki je pobegnil od muslimanov zaradi pretrpljenih krivic in se predstavil Janezu X.; prosil ga je in tudi dobil v pomoč 60 vojščakov ter z njihovo pomočjo pobil veliko število Saracenov. Ta zgodba pa je preveč pravljična, da bi ji mogli verjeti.[16].[17]

### Janez X.organiziraKrščanskozvezo
Na novo izvoljeni papež Janez X. (914–928) – ki je sledil množici kratkotrajnih in večinoma nepomembnih pontifikatov – je po dolgem času bil prvi, ki je vladal več ko deset let. Bil je delaven, sposoben in odločen vladar: posvetni in duhovni knez hkrati; izkazal se je zlasti s tem, da je dokončal saracensko zasedbo Italije. Saraceni so se vgnezdili okoli reke Garigliana, kamor jih bil poklical na pomoč zoper krščanske kolege gaetanski vojvoda; priklicat jih ni bilo težko: veliko težje se jih je bilo zdaj znebiti. Najprej je bilo potrebno pregovoriti njega, naj zapusti muslimansko zavezništvo in se pridruži kristjanom. Papežu je uspelo ne le to, ampak tudi napraviti zvezo med vladarji Landolfom Beneventskim, langobardskim kraljem Berengarjem Furlanskim (845–924), in drugimi italijanskimi vojvodi. 

Krščanska vojska je torej združevala Papeško državo z južnimi italijanskimi knezi langobardskega ali bizantinskega področja. Zvezi so se pridružili: Guaimar II. od Salerna, Janez I. od Gaete in njegov sin Docibilis, Gregor IV. Neapeljski in njegov sin Janez; Landulf I. od Beneventa in Kapue. Italijanski kralj in poznejši cesar Berengar, je poslal pomožne sile iz Spoleta in Mark, ki jih je vodil spoletski vojvoda Alberik I.. Bizantinsko cesarstvo je sodelovalo z močnim krdelom in ladjevjem iz Kalabrije in Apulije pod vodstvom stratega iz Barija, Nikolaja Picinglija. Janez X. je sam osebno vodil milities (vojaštvo) iz Lacija, Toskane in Rima.

## Bitka
Janez je osebno vodil zoper Saracene veliko vojsko, ki jo je zbral iz združenih italijanskih kneževin. Saraceni so si zgradili trdnjave na reki Garigliano, vendar jih to ni rešilo pred hudim porazom, ki jim ga je avgusta 916 prizadejala krščanska vojska blizu rečnega ustja.

Nekateri učenjaki poudarjajo podobnost med papeževanjem Janeza X. in Janeza VIII.; prva zadeva, ki spodbuja tako sorodnost, je bilo prizadevanje obeh v borbi zoper Saracene, ki so se nastanili v južni Italiji. Janez VIII. ni uspel v poskusu, da jih prežene, vendar je »posejal seme usodnih dogodkov«  s tem, da je podelil Pandolfu iz Kapue ozemlje, ki se je raztezalo od Formijskih gričev do Garigliana. Pravzaprav so dotlej bili Gaetanci v zavezništvu z muslimani, ki so se utrdili ne le na formijskih gričih, ampak tudi ob desnem bregu Garigliana. Od tod so začeli skupno pustošiti Italijo skozi kakih štirideset let, dokler se niso ogroženi plemiči povezali v zadosti močno zvezo, ki jih je uspela pregnati.
Nekateri pripisujejo nastanek zveze samo Janezu X., drugi pa tudi Atenolfu I. Kapuanskemu in Beneventskemu, ki je tudi največ pretrpel od sosednih Saracenov. On je že 903 poskušal napasti Saracene s pomočjo samih Amalfijevcev, ampak brezuspešno. Zato je poslal svojega sina Landolfa v Carigrad, da bi prosil pomoči od cesarja Leona Modrega, ki je obljubil podporo. Šele potem, ko se je zvezna vojska, sestavljena iz voditeljev Capue, Salerna, Neaplja in Gaete s podporo bizantinskega ladjevja, odpravila in se utrdila na levi strani Gargliana, je tudi papež Janez krenil iz Rima skupaj z Alberikom Spoletskim, da bi se utaboril na desnem bregu in zaprl v past Saracene. Janez bo v pismu kelmorajnskemu škofu Hermanu (890–924) poročal, da se je bojeval on sam osebno. T. Venni meni njemu v prid, da med seboj vedno sprti italijanski knezi brez njega ne bi bili sposobni stopiti v skupno tako pomembno in učinkovito zvezo, ki je premagala Saracene pri Gariglianu. 

Čeprav namreč Janez ni bil izvoljen za papeža veliko časa pred bitko, je imel še vendarle zadosti časa za pogajanja s Carigradom, ki jih je začel Landof brez vidnih uspehov; on pa je dosegel sodelovanje bizantinske flote. Janez je z veliko muko pridobil tudi Gaetance s tem, da jim je potrdil nadarbino Traetto, ki jo je svoj čas podaril že Janez VIII..

## Epilog
Ni dvoma, da je bil Janez X. izvoljen pod vplivom Tuskulanov; prav tako pa ni nobenega dvoma, da si je on osebno pridobil velik ugled po celi Italiji in da so Rimljani upali od njega dobiti pomoč zoper vse bolj grozečo saracensko nevarnost. Italijanska krščanska zveza je skupno z Bizantinci odločilno premagala 915 Saracene, ki so svoje utrdbe nato požgali in porušili. Italija je vriskala od veselja. Papeža so v Rimu sprejeli s slovesnim slavolokom kot nekdaj rimske cesarje. V tuskulanski stranki pa je nevoščljivost porastla do skrajnih mej; kamerinski mejni grof Alberik je zato napravil zvezo s spoletskim knezom zoper papeža, katerega je neprestano izzival iz Angelskega gradu, ki je bil v njegovi lasti; celo strah zbujajoče Ogre je poslal, da bi pustošili področje pod papeško oblastjo.
Za papeža je ta zmaga vendarle pomenila tudi oseben uspeh, ki je postavil temelj za vso njegovo razgibano diplomatsko in versko dejavnost v prihodnosti. Kristjani torej zaradi nesložnosti velike zmage niso mogli izkoristiti. 

Ko je Berengar  prišel decembra 915 v Rim, ga je Janez X. kronal za svetorimskega cesarja.